# Шманьківчицька загальноосвітня школа
Шманьківчицька загальноосвітня школа I ступеня — навчальний заклад у селі Шманьківчики Заводської селищної громади Чортківського району Тернопільської області.

## Історія
Протягом певного часу в селі діяла 1-класна народна школа. Учителями в ній працювали: у 1875 році — Карл Козловський (пол. Karol Kozłowski), у 1880 — також Карл Козловський (пол. Karol Kozłowski).
За Австро-Угорщини функціонувала 1-класна школа, за Польщі — 2-класна школа (обидві з польською мовою навчання), котрі містилися в хаті. У 1912 році збудовано початкову школу у селі Шманьківчики. На її будівництво частину коштів виділив дідич Станіслав Виговський, а частину збирали односельчани. Першим учителем школи був пан Мушинський, а пізніше — пан Сівак.
Після Другої світової війни першими вчителями були: Івахів Г.Д., Батюк О.С., Боднар Л.П.
У 2021 році реорганізована у філію опорного навчального закладу «Заводська загальноосвітня школа I-III ступенів».

## Сучасність
У 3 класах школи навчається 19 учнів, у школі викладають англійську мову.
Школа газифікована.

## Педагогічний колектив

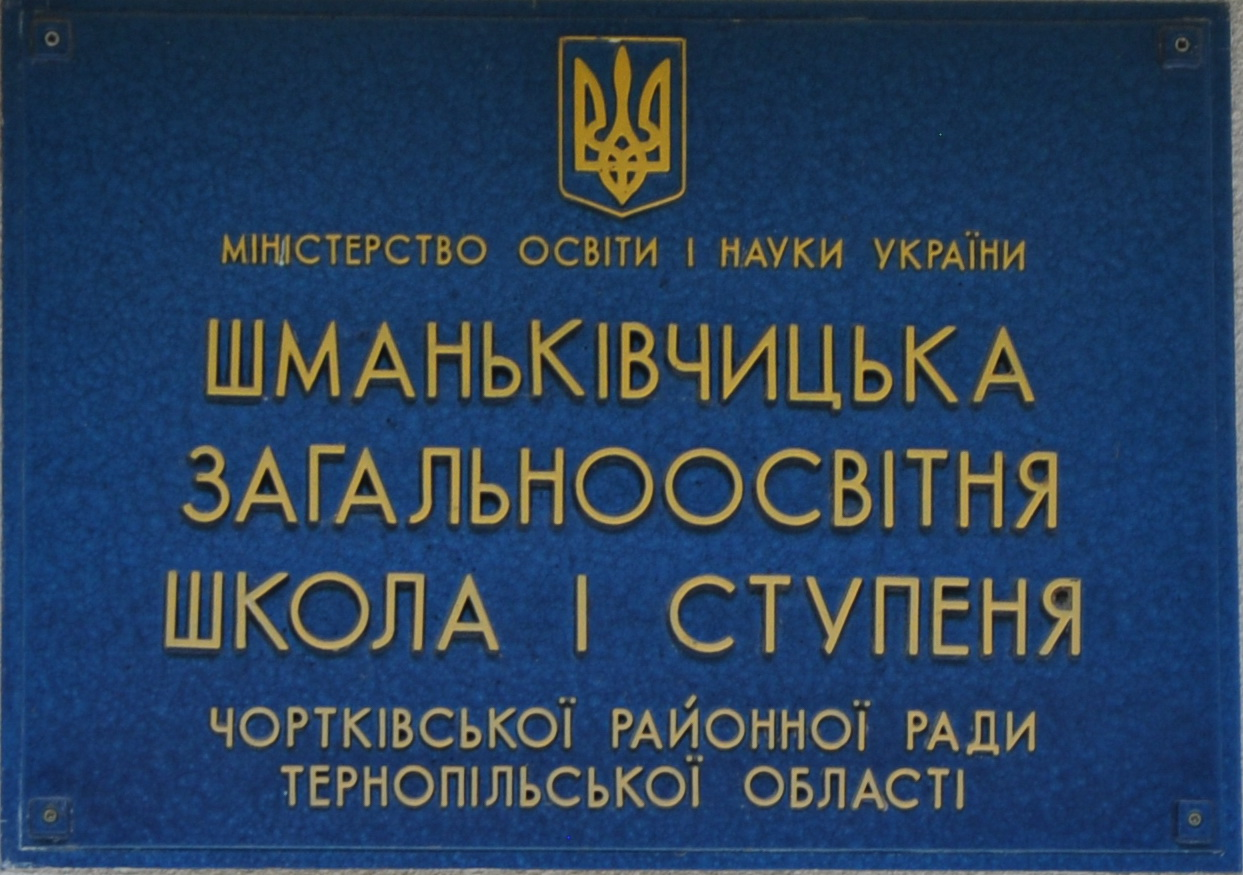
Вивіска

Педагогічний колектив складається з 3 педагогів.
Директори
- І. Боднар  (1981—1983),
- О. Гіль (1983—2002),
- Л. Боднар (2002—2021),

Завідувачі
- Л. Боднар (від 2021)[5].

## Відомі випускники
- Іван Рудзевич (нар. 2001) — український футболіст, чемпіон Дефлімпійських ігор (2022);
- Наталія Стець (нар. 1972) — український педагог, композитор, співачка.